# Townsendiellomyia nidicola
Townsendiellomyia nidicola là một loài ruồi trong họ Tachinidae.